# Cinkov prst nukleaza
Cinkov prst nukleaze (ZFN) su veštački restrikcioni enzimi formirani fuzijom DNK vezujućeg cinkov prst domena sa domenom presecanja DNK. Cinkov prst domeni se mogu dizajnirati za prepoznavanje željene DNK sekvence. To omogućava ovim nukleazama da operišu na jedinstvenim sekvencama genoma. Koristeći endogenu mašineriju za DNK popravku ovi reagensi se mogu koristiti za precizno menjanje genoma viših organizama.

## Domen presecanja DNK
Nespecifični domen presecanja iz tipa II restrikcionih endonukleaza FokI se tipično koristi kao domen presecanja. Ovaj domen se mora dimerizovati da bi presecao DNK, tako da je par ZFN enzima neophodan. U standardnim ZFN, domen presecanja je spojen na C-terminusu svakog domena cinkovog prsta. Da bi dva domena presecanja mogla da se dimerizuju, individualne ZFN jedinice se moraju vezati za suprotne lance DNK sa njihovim C-terminusima na određenom rastojanju. Najčešće korišćene vezujuće sekvence između domena cinkovog prsta i domena presecanja su 5 do 7 baznih parova duge.
Nekoliko različitih tehnika proteinskog inženjerstva je primenjeno s ciljem poboljšanja aktivnosti i specifičnosti nukleaznog domena. Metod usmerene evolucije je korišten za generisanje FokI varijante sa poboljšanom sposobnošću presecanja. Dizajn baziran na strukturi proteina je isto tako korišten. Pri tome je fokus bio na promenama interfejsa dimerizacije tako da su samo željene heterodimerne strukture aktivne.

## DNK vezujući domen
DNK vezujući domeni pojedinih ZFN enzima tipično sadrže između tri do šest individualnih ponavljanja cinkovog prsta. Svaki od njih može da prepozna između 9 i 18 baznih parova. Ako su domeni cinkovog prsta perfektno specifični, onda je par enzima sa tri prsta dovoljan da prepozna 18 baznih parova i može da ima za metu pojedinačni lokus genoma.
Različite strategije su razvijene za dizajniranje  zinkovih prstiju za vezivanje željene sekvence. Među njima su „modularno sklapanje“ i strategije selekcije koje koriste bilo fagni displej ili sisteme ćelijske selekcije.

## Literatura
- Mandell JG, Barbas CF (2006). „Zinc Finger Tools: custom DNA-binding domains for transcription factors and nucleases”. Nucleic Acids Res. 34 (Web Server issue): W516—23. PMC 1538883 . PMID 16845061. doi:10.1093/nar/gkl209.
- Porteus MH, Carroll D (2005). „Gene targeting using zinc finger nucleases”. Nat. Biotechnol. 23 (8): 967—73. PMID 16082368. doi:10.1038/nbt1125.
- Doyon, Y.; McCammon, J. M.; Miller, J. C.;  . (2008). „Heritable Targeted Gene Disruption in Zebrafish Using Designed Zinc Finger Nucleases”. Nat. Biotechnol. 26 (6): 702—8. PMC 2674762 . PMID 18500334. doi:10.1038/nbt1409.
- Meng X, Noyes MB, Zhu LJ, Lawson ND, Wolfe SA (2008). „Targeted gene inactivation in zebrafish using engineered zinc finger nucleases”. Nat. Biotechnol. 26 (6): 695—701. PMC 2502069 . PMID 18500337. doi:10.1038/nbt1398.

## Spoljašnje veze
- „Cinkov prst”. Архивирано из оригинала 17. 09. 2009. г.
- Konzorcijum cinkovog prsta